# As-Saura-Umm Kalak
As-Saura-Umm Kalak (arab. الثورة-أم قلق) – wieś w Syrii, w muhafazie Hama. W 2004 roku liczyła 272 mieszkańców.